# Love You to Pieces
Love You to Pieces è il primo album dei Lizzy Borden, uscito nel 1985 per l'etichetta discografica Metal Blade Records.

## Tracce
1. Council for the Caldron (Allen, Davis, Harges, Borden, Matuzak) 3:13
2. Psychopath (Allen, Borden) 3:38
3. Save Me (Lizzy Borden, Matuzak) 4:05
4. Red Rum (Allen, Allen, Davis, Harges, Borden, Matuzak) 3:53
5. Love You to Pieces (Lizzy Borden, Matuzak)	4:29
6. American Metal (Lizzy Borden) 5:54
7. Flesheater (Allen, Davis, Harges, Borden, Matuzak) 4:52
8. Warfare (Lizzy Borden, Matuzak) 3:49
9. Godiva (Allen, Davis, Harges, Lizzy Borden, Matuzak) 2:29
10. Rod of Iron (Lizzy Borden, Matuzak) 4:31

## Formazione
- Lizzy Borden - voce
- Tony Matuzak - chitarra
- Gene Allen - chitarra
- Mike Davis - basso
- Joey Scott Harges - batteria